# Winter Bird
『Winter Bird』（ウィンターバード）は、緒方恵美の2枚目のアルバム。1995年12月13日にソニーレコードから発売された。

## 概要
- 前作からわずか約8ヶ月弱でリリースされた。
- 前作とは対照的に「冬」がテーマになっている。
- 4曲目「FAR AWAY 〜みずいろの鳥〜」と5曲目「瞳の中の小さな太陽」は対になっていて、「FAR AWAY 〜みずいろの鳥〜」はこれから旅立つ男性の歌で、「瞳の中の小さな太陽」はその男性を送り出す女性の歌である。
- 11曲目「時間旅行」は翌月リリースされたシングル「天気雨が降った日」のカップリングでリカットされた。

## 収録曲
| #   | タイトル                      | 作詞       | 作曲       | 編曲             |
| --- | ----------------------------- | ---------- | ---------- | ---------------- |
| 1.  | 「時間旅行（Overture）」      |            | 杦村眞瑤誌 |                  |
| 2.  | 「素顔の君のままで」          | 緒方恵美   | 緒方恵美   | ヤギハシカンペー |
| 3.  | 「空に溶けてゆきたい」        | 五味千賀庫 | 緒方恵美   | 菜月颯太         |
| 4.  | 「FAR AWAY 〜みずいろの鳥〜」 | 森由里子   | 山本健司   | 山本健司         |
| 5.  | 「瞳の中の小さな太陽」        | 森由里子   | 山本健司   | 山本健司         |
| 6.  | 「永遠より永い未来へ」        | 森由里子   | 緒方恵美   | 山本健司         |
| 7.  | 「たんぽぽ」                  | 緒方恵美   | 緒方恵美   | 岩室晶子         |
| 8.  | 「暖炉で」                    | 緒方恵美   | 吉村倭瑳務 | 菜月颯太         |
| 9.  | 「Let's get winter」          | Mykey      | Mykey      | ヤギハシカンペー |
| 10. | 「未来を駆け抜ける車道」      | 五味千賀庫 | 五味千賀庫 | ヤギハシカンペー |
| 11. | 「時間旅行」                  | 緒方恵美   | 杦村眞瑤誌 | 菜月颯太         |